# Parchi e giardini di Palermo
Nella città di Palermo sono presenti numerosi parchi e giardini. Molti degli spazi verdi hanno anche valenza storica e mantengono la loro conformazione originale. Fra essi i più rilevanti sono:

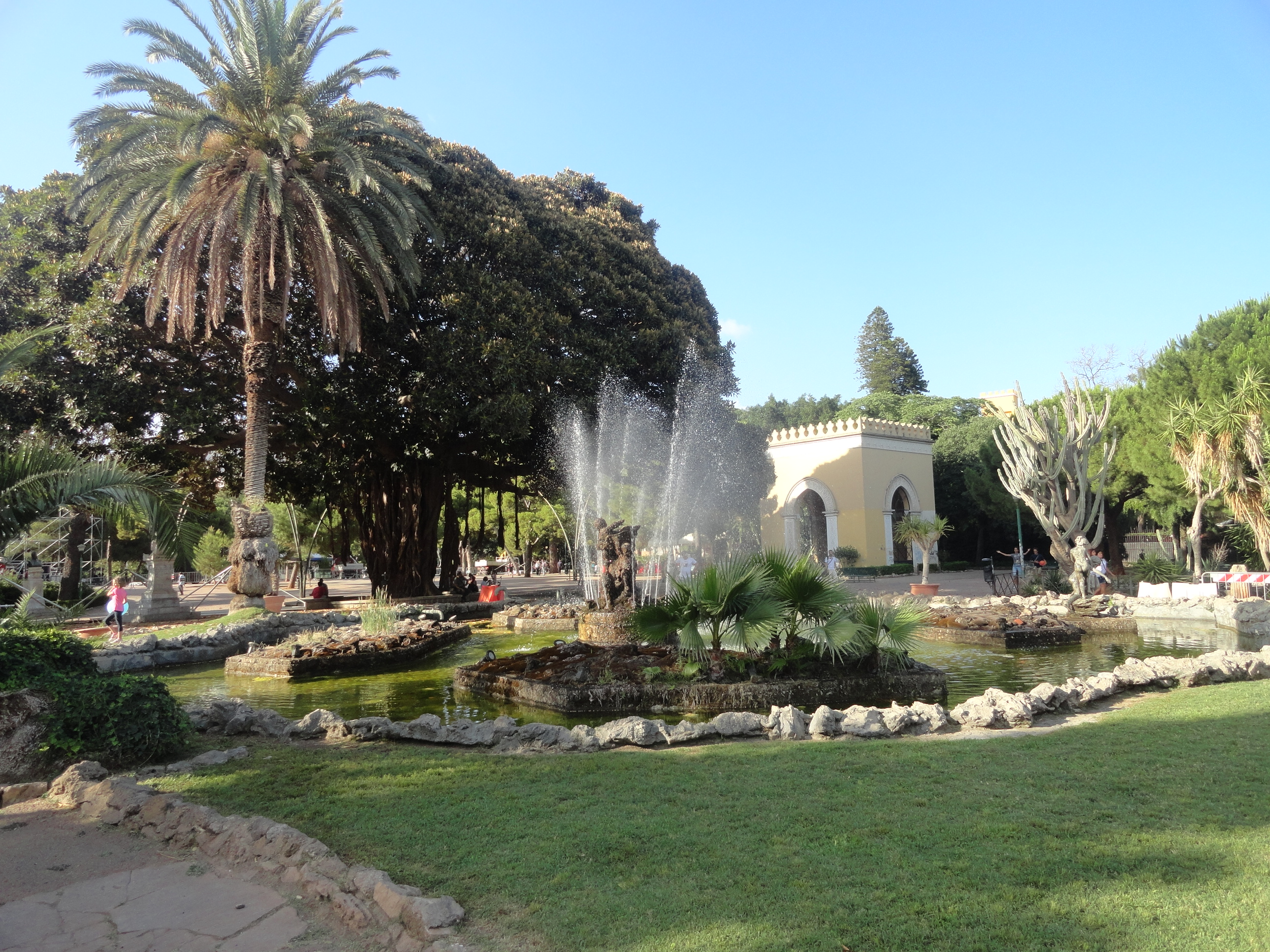
Parco Piersanti Mattarella (ex Giardino inglese).

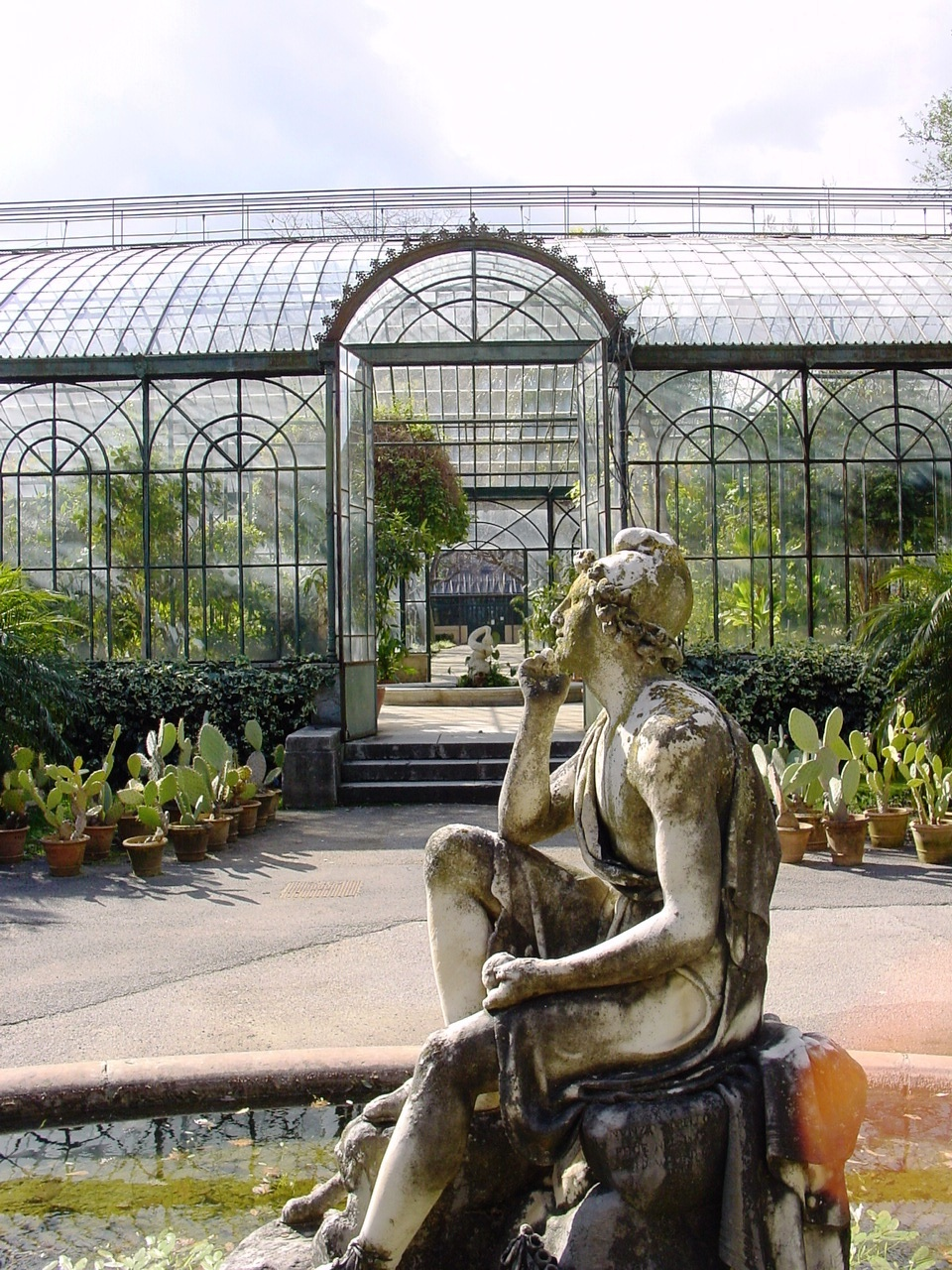
Orto botanico, Giardino d'Inverno.

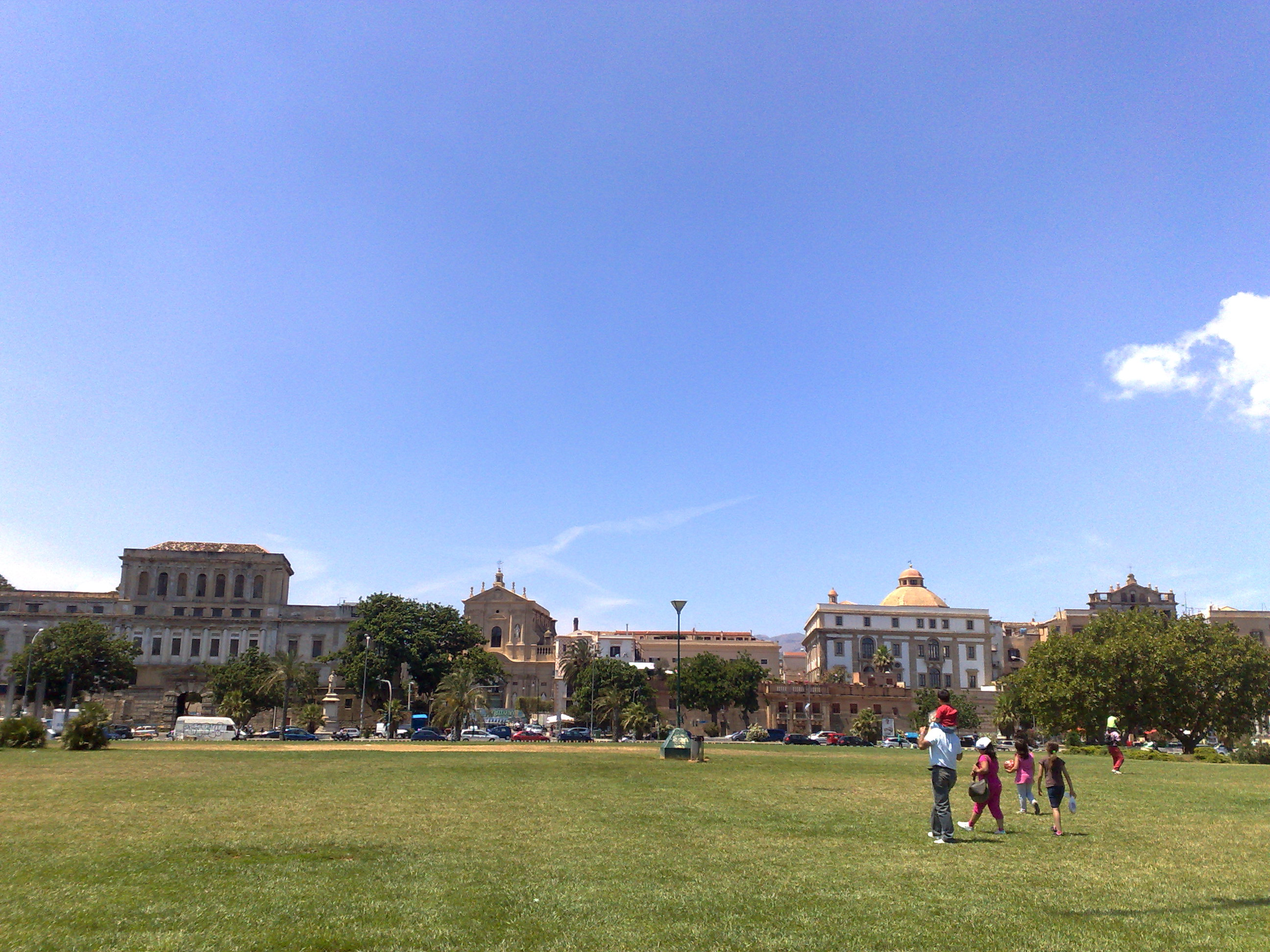
Il prato del lungomare al Foro Italico.

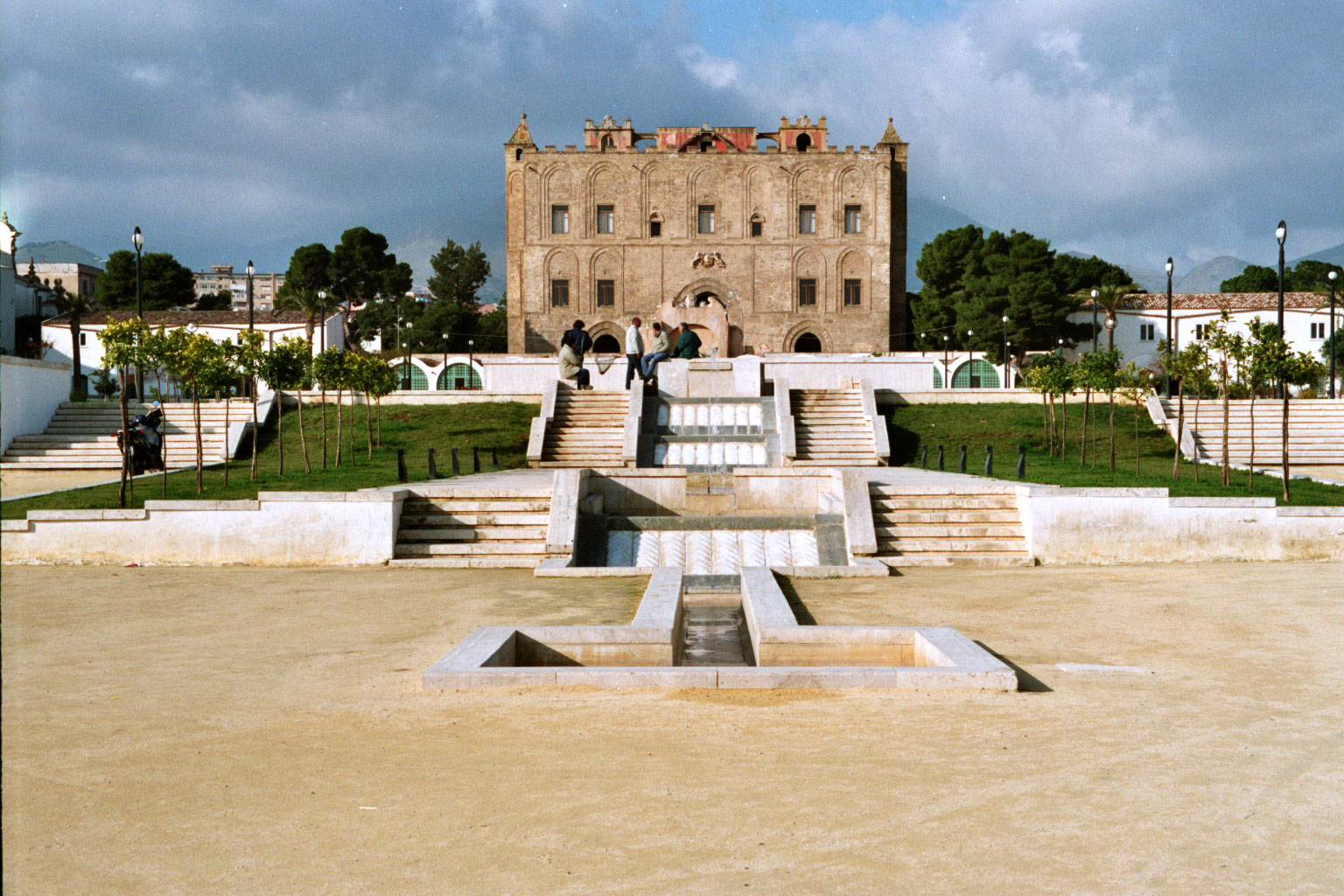
Il sistema di vasche d'acqua del Giardino della Zisa.

- Foro Italico, grande prato sul mare;
- Giardini Reali del Palazzo dei Normanni;
- Giardino dei Giusti, in pieno centro storico, inaugurato nel 2008 al posto del preesistente Giardino dell'Alloro in onore dei Giusti siciliani che si sono distinti per aver salvato ebrei durante gli anni dell'olocausto;
- Villa Giulia, settecentesca, di gusto neoclassico
- Parco Piersanti Mattarella (ex Giardino inglese), progettato nel 1851 in base allo stile del giardino all'inglese, con finte rovine, tempietti, ponticelli ecc. e molte piante esotiche;
- Giardino della Zisa: aperto nel 2005, si trova di fronte al Palazzo della Zisa, in quello che era l'antico Genoard, il parco reale di caccia. È vasto 30.000 m².
- Parco d'Orléans: creato da Luigi Filippo d'Orleans ai primi dell'Ottocento, venne acquistato dalla Regione Siciliana nel 1955, che avvalendosi della collaborazione dell'ornitologo Salvatore Lauricella ne trasformò una parte in Parco ornitologico[1].

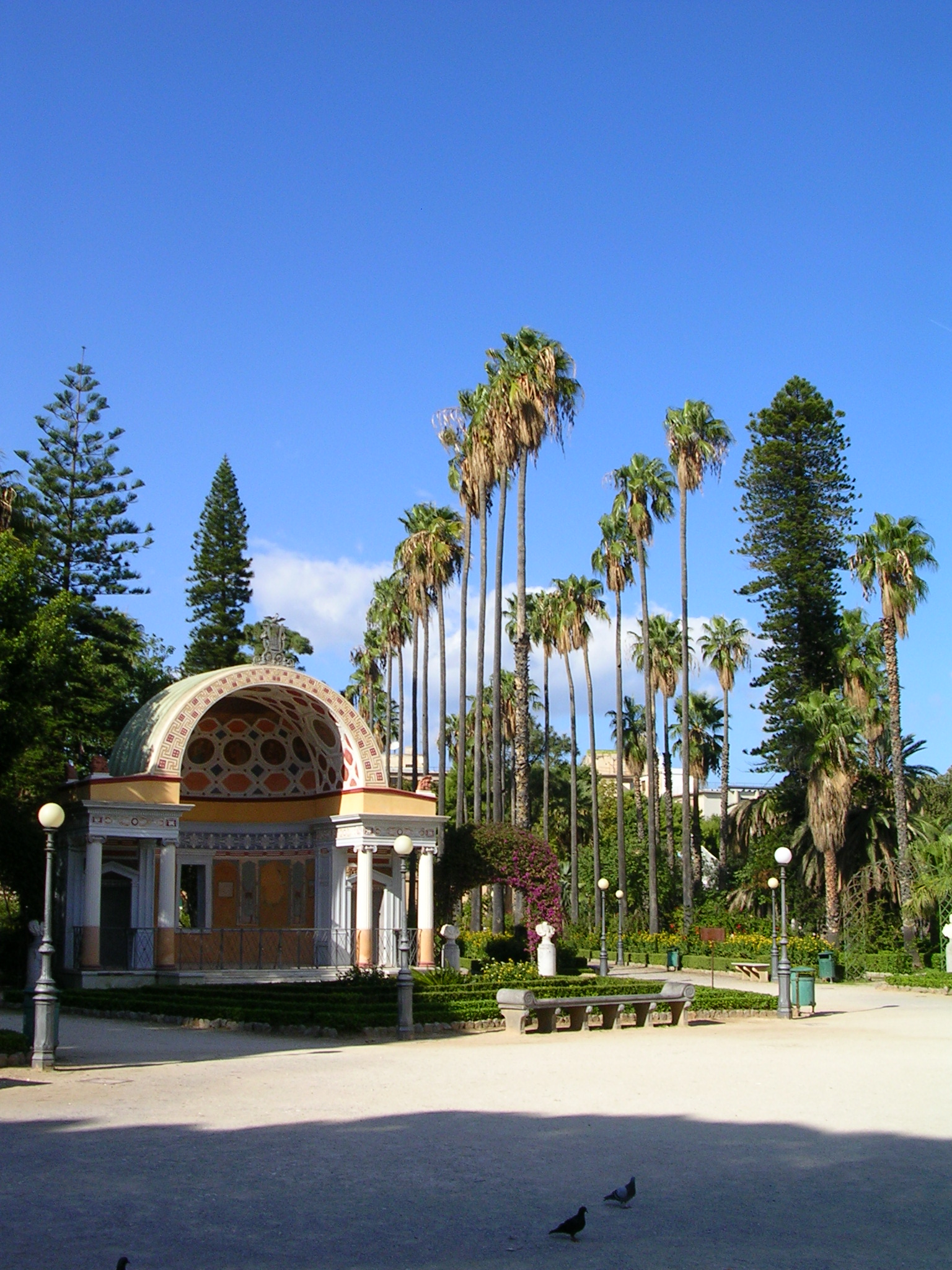
Una delle quattro esedre di Villa Giulia.

- Orto botanico: la sua origine risale al 1786, Viene progettato in stile neoclassico alla fine del Settecento dall'architetto francese Léon Dufourny con il suo Gymnasium e presenta un imponente ingresso in stile dorico, ai cui lati si trovano due sfingi dello scultore palermitano Gaspare Firriolo. Accoglie oltre 12.000 specie differenti di piante, alcune particolarmente rare. È uno degli istituti botanici più grandi d'Europa, ed è inoltre uno dei pochi nel Mediterraneo in cui attecchiscono specie rare come la Ceiba speciosa;
- Parco della Favorita: occupa un'enorme area che va dalla Piana dei Colli fino a Mondello, per un'estensione totale di 4.000.000 m², che lo rende uno dei parchi più grandi d'Europa[2]. Fu creato nel 1799 da Ferdinando III di Borbone, che ne fece una Real Tenuta adibita a riserva di caccia, a sperimentazioni agricole con grandi coltivazioni di agrumi, olivi, frassini, noci e sommacco e a luogo di diletto della corte borbonica;
- Parco archeologico del Castellammare: inaugurato nel 2009, è un sito verde e archeologico che si sviluppa intorno ai resti del castello-fortezza di epoca normanna, nei pressi della Cala;
- Parco Ninni Cassarà: inaugurato nel 2011, si estende su circa 255.000 m² tra via Ernesto Basile, corso Pisani e via Altofonte, a poca distanza dallo storico Parco d'Orléans. È il secondo parco urbano per estensione dopo il Parco della Favorita. Confina con la Cittadella universitaria di Palermo e le sue aree verdi. All'interno un laghetto artificiale, un anfiteatro, una pista di pattinaggio, un caffè letterario, campi di bocce, un'area giochi e la settecentesca Villa Forni. Chiuso qualche anno fa a causa della presenza di amianto al proprio interno.
- Parco Uditore: nato da un'iniziativa popolare e realizzato su terreno di proprietà regionale, il parco è stato inaugurato nel 2012, è gestito da un'associazione ed è sito di diverse manifestazioni cittadine;
- Villa Malfitano Whitaker: progettato da Emilio Kunzmann, il giardino ospita piante rare provenienti da paesi come Tunisia, Sumatra e Australia e un vivaio con circa 150 esemplari di orchidee. Un'area del giardino è stata curata all'inglese mentre la parte opposta all'italiana;
- Villa Bonanno: progettata nel 1905 da Giuseppe Damiani Almeyda, che realizzo anche la Casa del custode, detiene il record come il più grande palmeto d'Europa.
- Villa Garibaldi: giardino progettato da Giovan Battista Filippo Basile nel 1861, è racchiuso da una pregevole recinzione in ghisa prodotta dalla Fonderia Oretea in stile Liberty, con ricche decorazioni che richiamano il mondo animale e vegetale. Contiene busti marmorei e in bronzo, e un maestoso ficus secolare considerato uno dei più vetusti e grandi d'Italia;
- Giardino della Memoria: inaugurato nel 2005, commemora i caduti nella lotta contro la mafia. Sorge nella frazione di Ciaculli.
- Villa Sperlinga: antica riserva di caccia, divenuta villa comunale. Contiene opere scultoree di Vittorio Gentile;
- Villa Trabia al cui interno si trova la settecentesca villa che ospita una sala mostre e una biblioteca multimediale e due serre in vetro e ferro battuto. D'impianto simile a un orto botanico, è divisa in due parti, collegate da un ponte in stile barocco. Sono presenti diverse specie di alberi, serre e una grande fontana del Seicento;
- Parco di Villa Niscemi: sito nella piana dei Colli, confina con il Parco della Favorita. Il giardino pubblico prende il nome dalla residenza dei Valguarnera di Niscemi[3]; è sede di rappresentanza del Comune. Nel giardino sono presenti un boschetto di araucaria e molte specie subtropicali tra cui ficus, palme, yucche e dracene ed un laghetto. Sul fronte meridionale si estende la cosiddetta floretta, una sorta di parterre, delimitato da un muro ellittico con fontana parietale "a rocaille", decorazione di giardini realizzata mediante l'imitazione di elementi naturali.
- Villa Di Napoli: villa seicentesca, di origini normanne, situata nell'attuale quartiere di Cuba-Calatafimi e inserita nell'area del "Genoardo", parco reale extraurbano su cui sorgevano vari Sollazzi Regi;
- Parco di Maredolce: parco reale, dove sorge il castello di Maredolce;
- Villa Castelnuovo: parco storico sito nella piana dei Colli;
- Villa Pantelleria: storica villa situata nella piana dei Colli, creata come residenza estiva nobiliare con un vasto parco;
- Villa Filippina.